# WASP-24
WASP-24 — звезда, которая находится в созвездии Девы на расстоянии приблизительно 1080 световых лет от нас. Вокруг звезды обращается, как минимум, одна планета.

## Характеристики
WASP-24 была открыта с помощью орбитальной обсерватории Hipparcos в ходе проекта Tycho. Официальное открытие звезды было совершено 1997 году в рамках публикации каталога Tycho. Наименование звезды в этом каталоге — TYC 339-329-1. В настоящий момент более распространено наименование WASP-24, данное командой исследователей из проекта SuperWASP.
Звезда принадлежит позднему классу F и уже сошла с главной последовательности, хотя по астрономическим меркам ей немного лет — учёные оценивают её возраст в 1,6 миллиарда лет. Её масса и радиус равны 1,12 и 1,14 солнечных соответственно. Температура поверхности звезды приблизительно равна 6075 кельвинов.

## Планетная система
В 2010 году группой астрономов, работающих в рамках программы SuperWASP, было объявлено об открытии  планеты WASP-24 b в системе. Это горячий газовый гигант, по массе и размерам сравнимый с Юпитером. Он обращается на расстоянии 0,036 а. е. от родительской звезды, совершая полный оборот за 2,3 суток. Открытие планеты было совершено транзитным методом.